# Colite collagenosica
La colite collagenosica è una malattia infiammatoria cronica intestinale che colpisce più frequentemente i pazienti tra i 40 e i 50 anni con prevalenza tipica nel sesso femminile. È caratterizzata dalla presenza di diarrea acquosa a carattere cronico in assenza di muco e sangue, elemento che la differenzia dalle altre malattie croniche infiammatorie intestinali quali la malattia di Crohn e la rettocolite ulcerosa. Assieme alla colite linfocitica fa parte della categoria "ombrello" delle coliti microscopiche. Benché sia stata considerata in passato una malattia rara, studi più recenti hanno dimostrato che le coliti microscopiche rappresentano circa il 10% di tutti i casi di diarrea cronica.

## Anatomia patologica
Tipicamente, la mucosa del colon, esplorata attraverso la colonscopia, non presenta alterazioni di struttura e colore tali da giustificare l'intensa diarrea che caratterizza la malattia. Biopsie seriate mostrano la deposizione di collagene nel contesto della lamina propria e proliferazione del tessuto connettivo negli spazi perighiandolari.

## Profilo Clinico
La colite collagenosica si caratterizza per periodi di remissione e riacutizzazione con frequenti scariche di diarrea (anche 10 scariche quotidiane). A tale sintomatologia, talora presente anche la notte, si associa astenia, dolore addominale, perdita di peso e disidratazione.

## Profilo diagnostico
La diagnosi avviene mediante biopsie seriate in corso di esame coloscopico con referto di colon "normale". Alla colonscopia, la mucosa del colon sembra tipicamente normale, ma le biopsie del tessuto colpito di solito mostrano la deposizione di collagene nella lamina propria, che è l'area del tessuto connettivo tra le ghiandole del colon. Anche i test radiologici, come un clistere di bario, sono generalmente normali.

## Terapia
Le coliti microscopiche sono patologie benigne e occorre in prima istanza rassicurare il paziente.
Il trattamento di prima linea per la colite collagenosa è l'uso di budesonide, uno steroide che agisce localmente nel colon ed è altamente eliminato dall'effetto di primo passaggio. Altri farmaci che possono essere utilizzati sono i seguenti:
- Agenti del bismuto, incluso Pepto-Bismol
- Acido 5-aminosalicilico
- Immunosoppressori, inclusa l'azatioprina
- infliximab

Sostanze quali il caolino e la loperamide, da soli o in associazione, sono efficaci nel diminuire la quantità delle evacuazione. Sostanze specifiche ad azione topica quali la mesalazina o la budesonide possono essere usate nei casi resistenti alla terapia anti-diarroica con buoni risultati. Nei casi gravi possono essere usati farmaci ad effetto sistemico quali l'azatioprina e i corticosteroidi.